# Platja del Moll Grec
La platja del Moll Grec, o platja de Sant Martí d'Empúries, és un platja del municipi de l'Escala (Alt Empordà).  Té una longitud de 620,9 metres i una amplada de 30,5 metres de sorra fina i còdols. A l'extrem nord l'espigó anomenat Punta de Sant Martí la separa de la platja del Riuet i just davant hi ha la Casa del Servei Forestal, al nucli de Sant Martí d'Empúries. A l'extrem sud hi ha uns illots coneguts com les Muscleres Grans, que limiten amb la platja de les Muscleres, a pocs metres de les ruïnes d'Empúries. El nom de Moll Grec es deu a les restes d'un dic hel·lenístic que es troba a la part dreta, que va ser la porta d'entrada de les civilitzacions grega i romana a la península Ibèrica.
L'Agència Catalana de l'Aigua efectua un control setmanal de la qualitat de l'aigua, durant la temporada de bany, amb el resultat d'excel·lent.
Alguns mapes, com el de l'Institut Cartogràfic i Geològic de Catalunya anomenen platja d'Empúries, el tram de platja entre la Punta de Sant Martí i el Moll Grec, al sud, mentre que altres, com el de l'Agència Catalana de l'Aigua anomenen platja d'Empúries el tram de la platja del Riuet, al nord de la Punta de Sant Martí.
El 13 de juny de 1992, amb motiu dels Jocs Olímpics de Barcelona, va arribar a aquesta platja la flama olímpica, procedent d'Olímpia (Grècia), on s'havia encès vuit dies abans al Temple d'Hera. A bord de l'Icària, un petit bot de pesca típicament empordanès, l'actriu Marian Aguilera duia el fanal amb la flama, que va passar a les actrius Irene Papas i Núria Espert, que van encendre el primer pebeter a les ruïnes d'Empúries, i l'atleta Carme Valero i el regatista Miquel Noguer van agafar el primer relleu de la torxa.